# Monroe Leigh
Monroe Leigh (* 15. Juli 1919 in Halifax, Virginia; † 27. November 2001 in Washington, D.C.) war ein amerikanischer Jurist und Diplomat.

## Leben
Seine Ausbildung erhielt Leigh an der University of Virginia, wo er das Studium der Rechtswissenschaften 1947 abschloss. Unterbrochen wurde dieses durch seinen freiwilligen Militärdienst im Zweiten Weltkrieg, den er als bei der Ninth Air Force ableistete. Nach seinem Studium war er bis 1951 als Anwalt im Washingtoner Büro der Kanzlei Covington & Burling tätig, bevor er in den öffentlichen Dienst eintrat, um eine Stelle  bei der Ständigen Vertretung der Vereinigten Staaten bei der NATO wahrzunehmen. 1959 wechselte er zurück in die Privatwirtschaft und war für die Kanzlei Steptoe & Johnson tätig.
Zwischen 1975 und 1977 arbeitete Leigh als Rechtsberater für Außenminister Henry Kissinger. In dieser Position war er unter anderem an diplomatischen Missionen im Zusammenhang mit dem Mayaguez-Zwischenfall und dem Jom-Kippur-Krieg beteiligt. Später wurde er bei Septoe & Johnson zum geschäftsführenden Partner im Bereich Völkerrecht befördert. Als solcher beriet er Firmen zu Fragen ausländischer Direktinvestitionen und im Energierecht. Zwischen 1980 und 1982 war er Vorsitzender der Amerikanischen Gesellschaft für internationales Recht. Zudem saß er bis ins Jahr 2000 einer Kommission der American Bar Association zum Thema Kriegsverbrechen und vertrat die Organisation bei der Konferenz von Rom. In seinen Veröffentlichungen kritisierte er danach, die Weigerung der USA, dem Rom-Statut beizutreten. Am 27. November 2001 starb Leigh in seinem Büro an akutem Herzversagen. Er hinterließ seine Ehefrau Mary Gallaher und drei Kinder.

## Publikationen (Auswahl)
- National treaty law and practice. American Society of International Law, Washington D.C. 1995–2003.
- The Yugoslav Tribunal: use of unnamed witnesses against accused. In: The American Journal of International Law. 90, 1996, ISSN 0002-9300, S. 235–238.
- Witness anonymity is inconsistent with due process. In: The American Journal of International Law. 90, 1996, ISSN 0002-9300, S. 80–83.
- The United States and the Statute of Rome. In: The American Journal of International Law. 95, 2001, ISSN 0002-9300, S. 124–131.
- International law societies and the development of international law. In: Virginia journal of international law. 41, 2001, ISSN 0042-6571, S. 941–951.